# Constanza (Dominikanische Republik)

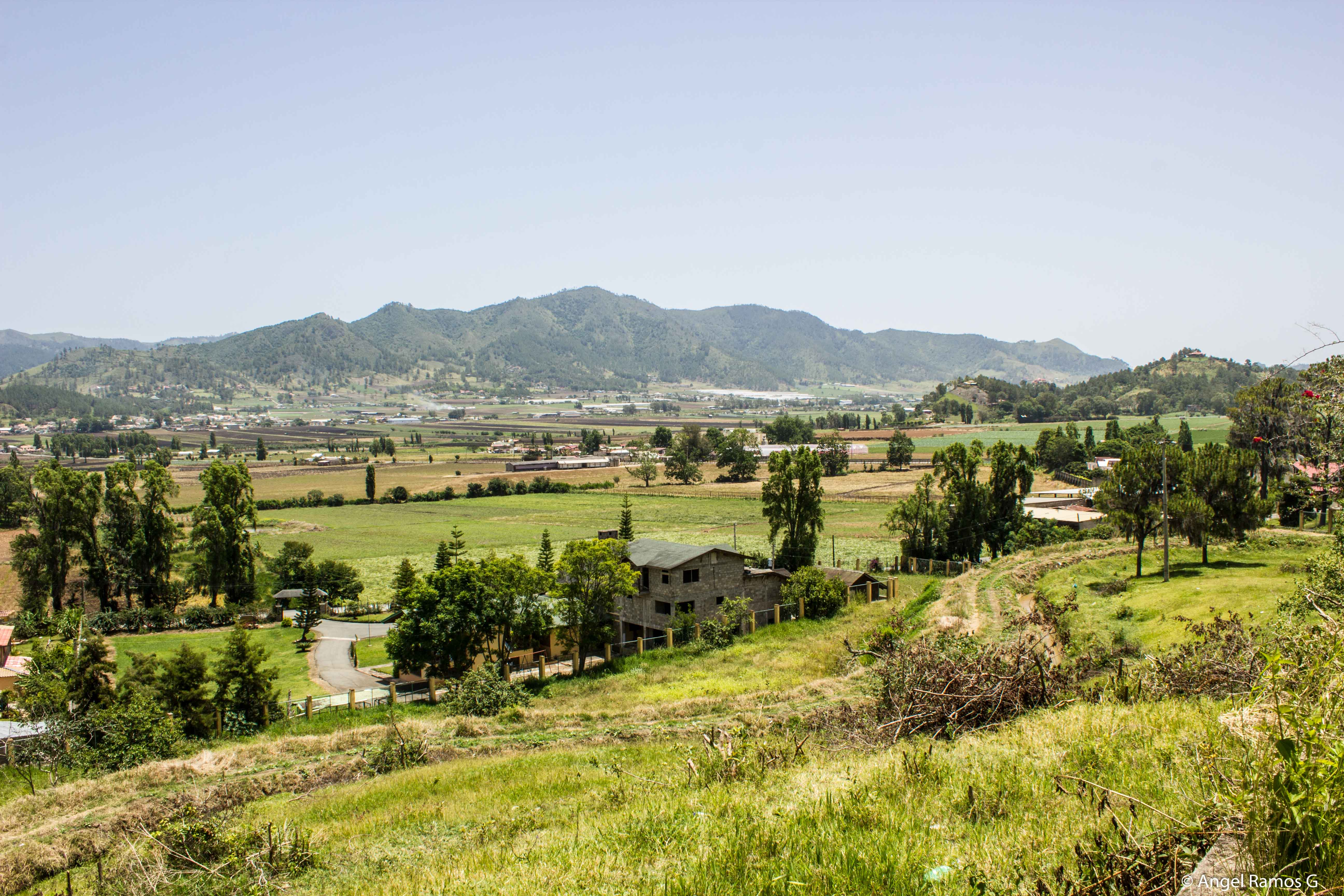
Constanza

Constanza ist die höchstgelegene Stadt in der Karibik und liegt in der Dominikanischen Republik.
In der Provinz La Vega gelegen, erreicht man sie, indem man von der Autobahn A1 (Autopista Duarte von Santiago de los Caballeros nach Santo Domingo) in Höhe der Stadt Bonao abfährt. Nach ca. 60 km Richtung Westen über die kurvenreiche Carretera N12 in die Berge ist man am Ziel. Nach Santo Domingo beträgt die Entfernung 140 km und nach Santiago 70 km.
Constanza liegt 1.200 m hoch über NN in einem Tal, umgeben von über 2.000 m hohen Gipfeln der Cordillera Central. Aufgrund der Höhe herrscht hier ein ganz anderes Klima als an der Küste. Die durchschnittliche Temperatur beträgt 18 °C und im wärmsten Monat durchschnittlich etwa 20 °C. In der Stadt sind die Temperaturen selten über 30 °C im Sommer. Die Temperaturen liegen im Winter teilweise unter dem Gefrierpunkt. Wegen des Klimas werden in Constanza weniger die tropischen Früchte als vielmehr Kartoffeln, Kohl, Salat, Erdbeeren usw. angebaut.
Constanza wird gerne von Touristen besucht, die Abenteuer und die Natur lieben. In der Nähe, ca. 16 km entfernt, ist der höchste Wasserfall Aguas Blancas der Karibik mit einer Höhe von 53 Metern und 1680 Meter über dem Meeresspiegel.